# Batocera tigris
Batocera tigris là một loài bọ cánh cứng trong họ Cerambycidae.